# The Goose Girl
The Goose Girl er en amerikansk stumfilm fra 1915 af Frederick A. Thomson.

## Medvirkende
- Marguerite Clark som Gretchen
- Monroe Salisbury som Frederick
- Sydney Deane som Jugendheit
- E.N. Dunbar som Storhertugen
- James Neill som Grev Von Herbeck